# Sadang (Jekulo)
Sadang is een bestuurslaag in het regentschap Kudus van de provincie Midden-Java, Indonesië. Sadang telt 5190 inwoners (volkstelling 2010).